# Вилхелм IV фон Монфорт-Тетнанг
Вилхелм IV (V) фон Монфор-Тетнанг (на немски: Wilhelm IV (V) Graf von Montfort-Tettnang; † 20 юни 1439) е граф на Монфор-Тетнанг.

## Произход
Той е син на граф Хайнрих III/IV фон Монфорт-Тетнанг († между 1 юни и 18 октомври 1408) и втората му съпруга Аделхайд фон Хабсбург-Лауфенбург († ок. 1370), дъщеря на граф Йохан I фон Хабсбург-Лауфенбург († 1337) и Агнес фон Верд († 1352). Брат е на граф Рудолф V/VI фон Монфорт-Тетнанг-Шеер, ландграф в Горна Швабия († 1425) и граф Хайнрих II/V фон Монфорт-Тетнанг († 1394/1397) и по-малък полубрат на Хуго X/XI господар фон Монфорт-Тетнанг († сл. 1411).

## Фамилия
Вилхелм IV фон Монфор-Тетнанг се жени 11 октомври 1412 г. за Кунигунда фон Верденберг-Хайлигенберг-Блуденц († 6 ноември 1443), дъщеря на граф Албрехт III фон Верденберг-Хайлигенберг-Блуденц († 1420) и Урсула фон [Графство Шаунберг|Шаунберг]] († 1412). Те имат децата:
- Йохан I фон Монфор († сл. 1431)
- Хайнрих III/VI фон Монфор-Верденберг, Фретигау-Тауферс († 23 ноември 1444), граф на Верденберг, Фретигау и Тауферс
- Улрих IV/V фон Монфор-Тетнанг-Зумерау († 29 октомври 1495), граф на Монфор-Тетнанг-Зумерау, женен 1467 г. за Урсула фон Хахберг-Заузенбург († 26 април 1485), дъщеря на маркграф Вилхелм фон Хахберг-Заузенбург († 1482) и Елизабет фон Монфорт-Брегенц († 1458)
- Рудолф VII фон Монфор († 7 декември 1445/25 февруари 1446), женен за Беатрикс фон Хелфенщайн († сл. 1467)
- Хуго XIII фон Монфор-Ротенфелс (XI) († ок. 16 октомври 1491), граф на Ротенфелс-Арген-Васербург/Лангенарген, женен I. ок. 1 юни 1455 г. за графиня Елизабет фон Верденберг-Зарганс († 1467), II. пр. 31 август 1476 г. за Елизабет фон Хоенлое-Вайкерсхайм († 24 декември 1488), вдовица на Лудвиг V фон Лихтенберг (1417 – 1474)
- Вилхелм VI фон Монфор († 6 януари 1435)
- Клара фон Монфор († 1440), омъжена I. пр. 6 декември 1435 г. за Албрехт (IV) фон Рехберг-Щауфенек († 24 юни 1426/1439), II. на 20 септември 1439 г. за Конрад IV Шенк фон Лимпург-Гайлдорф († 1482)
- Кунигунда фон Монтфор († сл. 1463), омъжена на 21 декември 1432 г. за Еберхард I фон Валдбург-Зоненберг († 22 септември 1479)

От друг брак или връзка той има два сина:
- Хайнрих Габлер († сл. 1452)
- Вилхелм де Монфор, наричан Габлер († 16 октомври 1459)